# Дончик Віталій Григорович
Віта́лій Григо́рович До́нчик (* 15 квітня 1932, м. Крюків, нині в складі м. Кременчук Полтавської області — пом. 18 листопада 2017, м. Київ) — український літературознавець, критик. Доктор філологічних наук (1984). Професор (1999). Академік Національної академії наук України (обрано 6 травня 2006 року). Заслужений діяч науки і техніки України (1997). Член Національної спілки письменників України (від 1965 року).

## Біографія
Віталій Григорович Дончик народився 15 квітня 1932 року в місті Крюків (нині в складі міста Кременчук Полтавської області). Батько Григорій Петрович (1907—1961) — учитель, учасник війни, робітник київських заводів. Мати Олена Костянтинівна (1909) — учитель, робітниця Київського заводу імені Лепсе.
Закінчив Київську спецшколу-інтернат з англійською мовою навчання. 1956 року із відзнакою закінчив романо-германське відділення філологічного факультету Київського університету. За фахом — філолог (викладач англійської мови та літератури).
У 1956—1957 роках був референтом Комітету молодіжних організацій УРСР.
У 1957—1962 роках працював у газеті «Літературна Україна»: спочатку як літературний працівник відділу критики, від 1960 року — завідувач відділу критики.
Від 1962 року працює в Інституті літератури ім. Т. Г. Шевченка. У 1962—1965 роках був аспірантом. У 1965—1986 роках — молодший науковий працівник, старший науковий працівник, у 1986—1992 роках — завідувач відділу української радянської літератури.
Від квітня 1992 року до червня 1993 року працював заступником глави, головою комісії з гуманітарних питань Київської міськдержадміністрації.
Від червня 1993 року до вересня 1997 року — головний науковий працівник відділу української літератури XX століття Інституту літератури імені Тараса Шевченка. Від вересня 1997 року — завідувач відділу української літератури XX століття.
1967 року захистив кандидатську дисертацію «Розвиток аналітичної основи в сучасній літературі (із спостережень над українською прозою 50—60-х років)». 1983 року захистив докторську дисертацію «Український радянський роман. Рух ідей та форм (1941—1981)».
Від липня 1989 року до січня 2000 року — головний редактор журналу «Слово і час» (до січня 1990 року — «Радянське літературознавство»).

### Політична діяльність
1989 року став одним із засновників Народного Руху України. Від жовтня 1997 року до березня 1999 року був членом президії Центрального проводу НРУ.
1990 року став одним із засновників Демократичної партії України (ДемПУ). У 1991—1992 роках був головою Київської організації ДемПУ. Був членом Президії ДемПУ.
Був кандидатом у народні депутати СРСР. У березні 1990 року ухвалою Комісії партконтролю при ЦК КПУ Дончика виключили з КПРС «за сепаратистські устремління, огульні наклепи на КПРС».
У квітні 2002 року був кандидатом у народні депутати України від блоку Віктора Ющенка «Наша Україна».

## Смерть та поховання
Помер 18 листопада 2017 року в Києві.
Поховання відбулося 21 листопада на Байковому цвинтарі.

## Сім'я
- Дружина Євгенія Андріївна — літературний редактор видавництва «Махаон».
- Син Андрій (1961) — кінорежисер
- Син Максим (1966) — журналіст

## Премії відзнаки та нагороди
- 1996 — Державна премія України імені Тараса Шевченка (разом ще із сімома літературознавцями) за навчальний посібник «Історія української літератури XX століття» у двох книгах.
- 1997 — Присвоєно звання Заслужений діяч науки і техніки України
- 1998 — Відзначений Почесною грамотою Президії НАН України у зв'язку з 40-річчям журналу Слово і час
- 1998 — Нагороджений орденом Святого Рівноапостольного князя Володимира Великого за заслуги перед Помісною Українською Церквою
- 2001 — Нагороджений нагрудним знаком «Знак пошани» за активну участь у духовно-культурному житті м. Київ
- 2002 — У зв'язку із 70-літтям нагороджений Почесною Грамотою Президії НАН України, Почесною відзнакою Національної Спілки письменників України, медаллю Всеукраїнського педагогічного Товариства ім. Гр. Ващенка, медаллю «Будівничий України» Всеукраїнського товариства Просвіта ім. Тараса Шевченка
- 2003 — За активну участь у справі розвитку та популяризації української мови нагороджено другим нагрудним знаком «Знак пошани» Київського міського голови
- 2004 — Лауреат премії НАН України ім. І. Я. Франка за книгу «Інститут літератури ім. Т. Г Шевченка НАН України. 1926—2001: Сторінки історії» (разом із М. Жулинським та О. Мишаничем)
- 2007 — Нагороджений орденом «За заслуги» III ступеня за вагомий особистий внесок у розвиток вітчизняної науки і культури, багатолітню плідну наукову діяльність у галузі літературознавства та з нагоди 75-річчя від дня народження.
- 2007 — Нагороджений почесним знаком «Герб Буковини»
- 2009 — Нагороджений орденом «За заслуги» II ступеня, отримав Подяку Президента України з нагоди 20-ї річниці Народного Руху України за перебудову і за особистий внесок у боротьбу за незалежність України
- 2012 — Нагороджений почесною грамотою Верховної Ради України за особливі заслуги перед Українським народом. Отримав диплом Національної Спілки письменників України як призер книжкового рейтингу 2012 року у номінації літературознавство.

## Творча спадщина

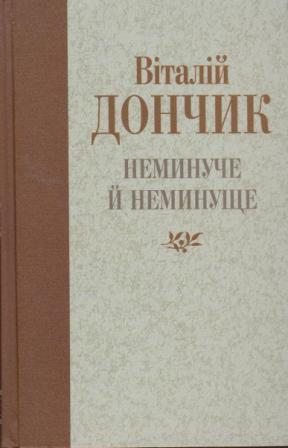
«Неминуче й Неминуще»
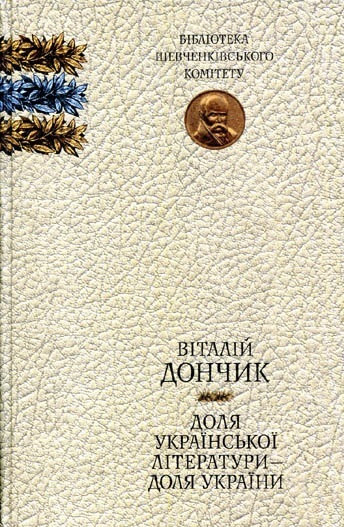
«Доля української літератури — доля України»
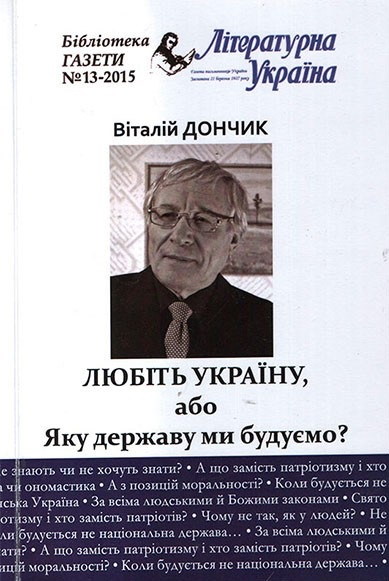
«Любіть Україну, або яку державу ми будуємо»
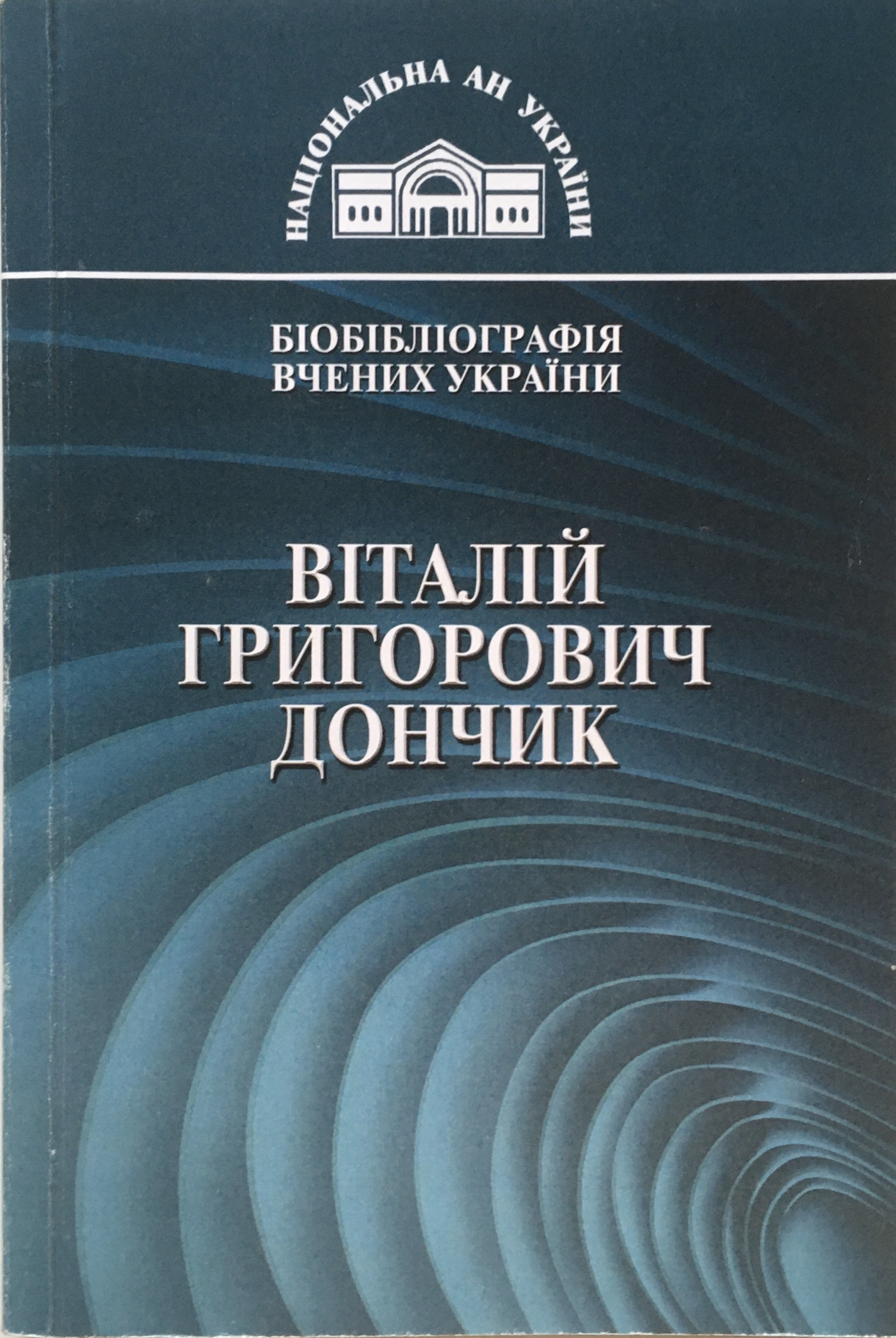
Бібліографія Вчених України
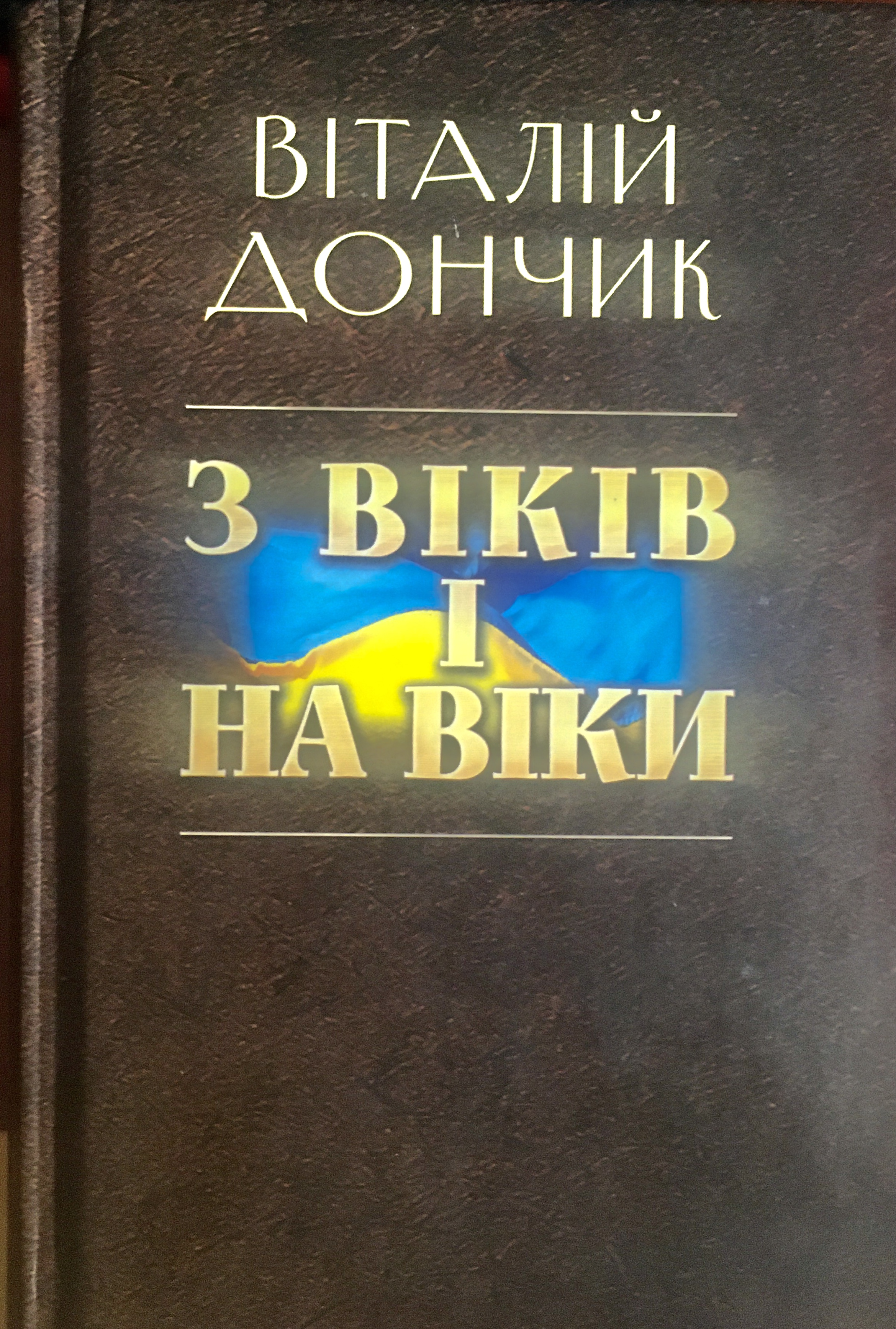
«З Віків і на Віки»
"Боліло серце за Україну""Боліло серце за Україну"